# Femnet
Femnet e.V. (Eigenschreibweise in Versalien; Namenszusatz: Feministische Perspektiven auf Politik, Wirtschaft & Gesellschaft) ist ein gemeinnütziger Verein mit Sitz in Bonn, der sich für die wirtschaftlichen, sozialen und kulturellen Rechte von Frauen weltweit einsetzt, mit besonderem Fokus auf menschenwürdige – existenzsichernde und sozialgerechte – Arbeitsbedingungen in der Bekleidungsindustrie.

## Geschichte
Gegründet wurde der Verein 2007 unter dem Namen „Mitgedacht e.V. – feministische Perspektiven auf Politik, Wirtschaft und Gesellschaft“ in Berlin; er wurde 2010 umbenannt in „FEMNET e.V.“ und verlegte 2012 seinen Sitz nach Bonn. Vorstandsvorsitzende ist Gisela Burckhardt. Sie erhielt 2015 den Anne-Klein-Frauenpreis 2016 für ihr internationales frauenpolitisches Engagement.

## Ziele und Arbeitsweise
Femnet kämpft auf vielen Ebenen für die globalen Rechte von Frauen durch:
- Lobbyarbeit und politische Mitsprache auf lokaler, nationaler und internationaler Ebene für verbindliche Regeln und Gesetze;
- Recherche und Aufklärung von Missständen sowie die Unterstützung der Frauen durch Partner vor Ort;
- Presse- und Öffentlichkeitsarbeit, Kampagnen und Aktionen in Kooperation mit Partnern wie der Kampagne für Saubere Kleidung oder CorA – Netzwerk für Unternehmensverantwortung;
- Bildungsprogramme für Studierende in mode- und textilbezogenen Branchen sowie
- Informationsangebote und Veranstaltungen für Konsumenten zur globalen Textilproduktion sowie zu fairen Modelabels und Einkaufsstätten

In dem Verein schließen sich Frauen als aktive Mitglieder zusammen, die für die globale Verwirklichung von Frauenrechten eintreten wollen. Unterstützung und Mitwirkung ist als aktives Mitglied und als Fördermitglied oder durch Spenden möglich.

## Projekte

### FairSchnitt
Femnet arbeitet in zahlreichen Projekten für die Rechte von Frauen. Dazu zählt das Bildungsprojekt „FairSchnitt“, das aus Mitteln des Bundesministeriums für wirtschaftliche Zusammenarbeit und Entwicklung finanziert wird. Im Rahmen des Projektes bietet Femnet Bildungsmodule für Hochschulen der modebezogenen Studiengänge an, die in Form von Workshops durch geschulte Multiplikatorinnen gelehrt und von diversen Bildungsmaterialien begleitet werden. Das Projekt soll Studierende in der Modebranche für sozial- und umweltverträgliche Standards, faire Produktionsbedingungen in der Bekleidungsindustrie sensibilisieren, damit sie sich für deren Umsetzung engagieren können. Die Bildungsmodule „FairSchnitt. Studieren für eine sozialgerechte Modeindustrie“ sind über eine Datenbank abrufbar.

### Clean Clothes Campaign
Femnet engagiert sich außerdem als Mitglied der Kampagne für Saubere Kleidung (Clean Clothes Campaign) für eine Verbesserung der Arbeitsbedingungen in der weltweiten Bekleidungsindustrie, indem der Verein die globalen Produktionsbedingungen durch Informationsveranstaltungen, medienwirksame Aktionen sowie politische Kampagnen in die öffentliche Diskussion bringt.

### Solidaritätsfonds
Mit dem Solidaritätsfonds sammelt der Verein Spenden für Partnerorganisationen in Bangladesch und Indien, die Frauen vor Ort etwa durch juristische Beratung darin unterstützen, ihre Rechte einzufordern.